# Апсорпција (логика)
Апсорпција је једна врста форме исказне логике. Правило каже да ако {\displaystyle P} имплицира {\displaystyle Q}, онда {\displaystyle P} имплицира {\displaystyle P} и {\displaystyle Q}. Правило омогућава представљање конјункције доказима. Зове се закон апсорпције зато што израз {\displaystyle P} "апсорбује" израз {\displaystyle Q}. Правило каже:
{\displaystyle {\frac {P\Rightarrow Q}{\therefore P\Rightarrow (P\land Q)}}}
где је правило да се "{\displaystyle P\Rightarrow Q}" , може изразити као "{\displaystyle P\Rightarrow (P\land Q)}"

## Правило
Закон апсорпције може се исказати као следеће:
{\displaystyle P\Rightarrow Q\vdash P\Rightarrow (P\land Q)}
где је {\displaystyle \vdash } металогични симбол који означава да је {\displaystyle P\Rightarrow (P\land Q)} синтаксна последица {\displaystyle (P\Leftrightarrow Q)} у неком логичком систему;
и изражена као таутологија или теорема исказне логике. Принцип је објашњен као теорема исказне логике по Раселу и Вајтхеду у књизи Principia Mathematica:
{\displaystyle (P\Rightarrow Q)\Leftrightarrow (P\Rightarrow (P\land Q))}
где су {\displaystyle P}, и {\displaystyle Q} претпоставке приказане у неком формалном систему.

## Примери
Ако киша буде падала, носићу капут.
Дакле, ако киша буде падала, онда ће падати и носићу капут.

## Таблице истинитости - доказ
| {\displaystyle P\,\!} | {\displaystyle Q\,\!} | {\displaystyle P\Rightarrow Q} | {\displaystyle P\Rightarrow P\land Q} |
| --------------------- | --------------------- | ------------------------------ | ------------------------------------- |
| T                     | T                     | T                              | T                                     |
| T                     | F                     | F                              | F                                     |
| F                     | T                     | T                              | T                                     |
| F                     | F                     | T                              | T                                     |

## Формални доказ
| Претпоставка                                       | Извор                   |
| -------------------------------------------------- | ----------------------- |
| {\displaystyle P\Rightarrow Q}                     | Дат                     |
| {\displaystyle \neg P\lor Q}                       | Материјална импликација |
| {\displaystyle \neg P\lor P}                       | Закон изузете средине   |
| {\displaystyle (\neg P\lor P)\land (\neg P\lor Q)} | Конјункција             |
| {\displaystyle \neg P\lor (P\land Q)}              | Обрнута дистрибутивност |
| {\displaystyle P\Rightarrow (P\land Q)}            | Материјална импликација |